# 剣埼 (給油艦)
剣埼(つるぎざき)は、日本海軍の給油船/運送艦(給油艦)。艦名は三浦半島東南端の「剣埼」による。
「志自岐」に続いて日本海軍の保有した2隻目のタンカー。
港内での重油補給を任務とした小型給油艦で、日本海軍初のディーゼル推進艦となった。

## 艦歴

### 計画・建造
1916年(大正5年、「洲埼」を含む八四艦隊計画と同時期)に計画された。この当時の日本海軍の戦艦、巡洋戦艦の重油搭載量は約1,100トンに達していたが、従来の300トン積重油船ではその搭載に時間と労力がかかった。また重油輸送には建造中の給油船「志自岐」の他に少なくても2隻が必要とされた。そこで大正5年度の軍備補充費の雑船製造をやり繰りし1,100トン積重油船を1隻建造、翌年度以降に予算が許せばもう1隻建造することが1月27日に提案された。この提案は同年3月に認められ、5月31日に呉宛に製造訓令が出された。
同年6月26日に「剣埼」と命名。当初は大正5年度中(翌年3月末まで)に竣工の予定だったが、材料の遅れや後述のディーゼルへの改造に手間取るなど、後に竣工期日は7月末、8月末、11月末と3度変更された。翌1917年(大正6年)2月27日(または3月5日)呉海軍工廠で起工、6月20日進水、11月30日竣工した。

### 機関
機関はディーゼルエンジンを求めていたが適当な物が無く、やむなくレシプロエンジン、1軸推進の計画とした。その後浦風型駆逐艦に搭載されなかったディーゼルを流用、2軸推進とすることが決定した。1916年(大正5年)9月26日に予算変更の訓令が出され、翌1917年(大正6年)4月26日に要目改正の訓令が出されている。
竣工後は当時のディーゼルはまだ信頼性が十分でなく、また扱いにも慣れていないこともあり度々故障に悩まされた。
例えば呉から横須賀、佐世保への航海中に必ず1回はエンジンが停止したという。原因は吸気弁や排気弁が折れる、附属のアルミニウム胴が焼損する、燃料補給が不安定になり停止するなどだった。起動にも時間がかかり、かつ不確実だった。本艦が呉に入港時には、危険回避のため在泊艦船全てにボイラーを至急点火するよう要望したという。
このため1918年(大正7年)3月から5月に横須賀海軍工廠で修理を行った。弁は折損部の直径を増して新規作成、アルミニウム胴は素材の厚さを増し、燃料補給系も重油漉器の能力を上げるなどの改造を行った。これらによりエンジン停止の症状は無くなった。その他燃料ポンプの改造を行った結果、起動時間も短縮された。ただし、まだ冷却水ポンプ、注油ポンプなどに依然問題があり、1920年(大正9年)5月23日から8月3日まで横須賀海軍工廠でポンプ改造が行われている。

### 剣埼
竣工後の任務は主に内地間の輸送任務を行った。1920年(大正9年)4月1日に特務艦類別等級表が定められ、「剣埼」は運送艦に類別、内部資料では給油艦とされている。1926年(大正15年)以降第4予備艦となって「野間」と並んで呉港に係留される状態となり、1934年（昭和9年）4月1日に除籍された。

### 快鳳丸
除籍後は翌1935年（昭和10年）に農林省（水産局）に移管、主機換装などの整備を行い「快鳳丸」となる。それからは主に北方漁業保護のために使用されていた。太平洋戦争開戦後は農林省の所属のまま第5艦隊付属の気象観測兼哨戒船として使用された。1943年（昭和18年）以降は南方にも進出し、1945年（昭和20年）1月1日には特設砲艦として再び海軍籍となる。同年4月19日に北海道日高沿岸で、海上機動第3旅団主力を乗せた輸送船「大誠丸」を護衛中、米潜水艦の雷撃を受けて「大誠丸」とともに沈没した。

## 歴代艦長
剣埼については階級は就任時のもの。
指揮官
1. 小山田繁蔵 中佐：1917年11月8日 - 12月1日[37]
2. 丸橋清一郎 中佐：1917年12月1日[38] - 1919年11月20日[39]
3. 野村仁作 中佐：1919年11月20日[39] -

特務艦長
1. 野村仁作 中佐：不詳 - 1920年11月12日[40]
2. 西野作太郎 中佐：1920年11月12日[40] - 1921年7月20日[41]
3. 鈴木源三 中佐：1921年7月20日[41] - 1921年12月1日[42]
4. 柴田菊枝 中佐：1921年12月1日[42] - 1922年4月1日[43]
5. 北村栄虎 中佐：1922年4月1日[43] - 1922年11月10日[44]
6. 平山栄 中佐：1922年11月10日[44] -1923年2月20日[45]
7. 安野康 中佐：1923年2月20日[45] - 不詳
8. 鈴木秀次 中佐：不詳 - 1923年10月15日[46]
9. 相良達夫 中佐：1923年10月15日 - 1924年12月1日[47]
10. 小林晋 中佐：1924年12月1日[48] - 1925年8月1日[49]
11. 江原収治 中佐：1925年8月1日[49] - 1926年2月20日[50]

快鳳丸砲艦長
1. 福田義夫 大尉：1945年1月1日[51] - 1945年5月10日[52]